# Asger Gjessing
Asger Gjessing (8. december 1887 i København – 24. april 1981 i Sparta, New Jersey) var en dansk erhvervsleder.
Han var søn af grosserer H.J. Gjessing (død 1929) og hustru Karen Margrete f. Stadfeldt (død 1933), gik på de Brockske handelsskolers højskole 1906 og var i lære i Hamborg 1908-09, i Alexandria (tillige honorær dansk konsul) 1909-14, atter i Hamborg 1914-16, i København 1916-18, i Østen 1919-20 og slutteligt i New York 1920-23. Gjessing var adm. direktør for A/S Jacob Holm & Sønner fra 1924 til 1958. Han var medlem af bestyrelsen for A/S Jacob Holm & Sønner til 1971, formand 1959-64. Medlem af Industrirådet 1952-63, af sammes bestyrelse 1956-58. Han var Ridder af 1. grad af Dannebrogordenen.
Han blev gift 15. februar 1917 med Geneviéve Ellis de Novallo (5. august 1891 i New York – april 1982), datter af Joseph de Novallo og hustru Verena f. Baebler. Efter sin pensionering boede han i New Jersey i USA.